# Frederica de Saxe-Gota-Altemburgo (1675-1709)
Frederica de Saxe-Gota-Altemburgo (24 de março de 1675 – 28 de maio de 1709) foi uma princesa de Anhalt-Zerbst por casamento.

## Biografia
Após a morte do seu pai, o duque Frederico I de Saxe-Gota-Altemburgo, em 1691, Frederica mudou-se para o Castelo de Altemburgo onde a sua madrasta, a marquesa Cristina de Baden-Durlach, tinha o seu dote. Mas quando o seu irmão, o duque Frederico II de Saxe-Gota-Altemburgo, assumiu o governo em 1693, Frederica regressou a Friedenstein para o ajudar nos assuntos governamentais. Em 1702, casou-se com o príncipe João Augusto de Anhalt-Zerbst e também se tornou num grande apoio para ele até à sua morte. Frederica não teve filhos do seu casamento.

## Genealogia
| Frederica de Saxe-Gota-Altemburgo | Pai: Frederico I, Duque de Saxe-Gota-Altemburgo | Avô paterno: Ernesto I, Duque de Saxe-Gota      | Bisavô paterno: João II, Duque de Saxe-Weimar                                |
| Frederica de Saxe-Gota-Altemburgo | Pai: Frederico I, Duque de Saxe-Gota-Altemburgo | Avô paterno: Ernesto I, Duque de Saxe-Gota      | Bisavó paterna: Doroteia Maria de Anhalt                                     |
| Frederica de Saxe-Gota-Altemburgo | Pai: Frederico I, Duque de Saxe-Gota-Altemburgo | Avó paterna: Isabel Sofia de Saxe-Altemburgo    | Bisavô paterno: João Filipe, Duque de Saxe-Altemburgo                        |
| Frederica de Saxe-Gota-Altemburgo | Pai: Frederico I, Duque de Saxe-Gota-Altemburgo | Avó paterna: Isabel Sofia de Saxe-Altemburgo    | Bisavó paterna: Isabel de Brunsvique-Volfembutel, Duquesa de Saxe-Altemburgo |
| Frederica de Saxe-Gota-Altemburgo | Mãe: Madalena Sibila de Saxe-Weissenfels        | Avô materno: Augusto, Duque de Saxe-Weissenfels | Bisavô materno: João Jorge I, Eleitor da Saxônia                             |
| Frederica de Saxe-Gota-Altemburgo | Mãe: Madalena Sibila de Saxe-Weissenfels        | Avô materno: Augusto, Duque de Saxe-Weissenfels | Bisavó materna: Madalena Sibila da Prússia                                   |
| Frederica de Saxe-Gota-Altemburgo | Mãe: Madalena Sibila de Saxe-Weissenfels        | Avó materna: Ana Maria de Mecklemburgo-Schwerin | Bisavô materno: Adolfo Frederico I, Duque de Mecklemburgo-Schwerin           |
| Frederica de Saxe-Gota-Altemburgo | Mãe: Madalena Sibila de Saxe-Weissenfels        | Avó materna: Ana Maria de Mecklemburgo-Schwerin | Bisavó materna: Ana Maria da Frísia Oriental                                 |